# Lahcen Majdi
Lahcen Majdi (* 3. November 1970 in Casablanca, Marokko) ist ein ehemaliger französischer Rollstuhltennisspieler.

## Karriere
Lahcen Majdi begann im Alter von 25 Jahren mit dem Rollstuhltennis und startet in der Klasse der Paraplegiker.
Er nahm an zwei Paralympischen Spielen teil. 2004 erreichte er in Athen im Einzel das Achtelfinale, in dem er Robin Ammerlaan unterlag. In der Doppelkonkurrenz gewann er mit Michaël Jeremiasz die Silbermedaille, nachdem sie im Endspiel gegen Shingo Kunieda und Satoshi Saida verloren. 2008 schied er in Peking in der zweiten Runde der Einzelkonkurrenz aus, im Doppel scheiterte er mit Nicolas Peifer in der ersten Runde.
In der Weltrangliste erreichte er seine besten Platzierungen mit Rang elf im Einzel am 27. November 2006 sowie mit Rang neun im Doppel am 4. April 2005.
2020 beendete er seine Karriere.